# Богословка (Красненський район)
Богословка (рос. Богословка) — село у Красненському районі Бєлгородської області Російської Федерації.
Населення становить 266 осіб. Входить до складу муніципального утворення Горкінське сільське поселення.

## Історія
Населений пункт розташований у східній частині української суцільної етнічної території — східній Слобожанщині.
Згідно із законом від 20 грудня 2004 року № 159 від 20 грудня 2004 року органом місцевого самоврядування було Горкінське сільське поселення.

## Населення
| 2002 | 2010 |
| ---- | ---- |
| 364  | ↘266 |